# Silkeborgskovene
Silkeborgskovene er Danmarks største skovområde og en fællesbetegnelse for de mange forskellige sammenvoksede skovarealer, der omgiver Silkeborg og Silkeborgsøerne i Midtjylland. 
Silkeborgskovene udgør med sine 224 km² store plantager den største sammenhængende skov på dansk grund, indeholdende det tidligere selvstændige 85 km² store skovkompleks omkring Hjøllund, Salten Å og Salten Langsø.
En anden større del af skovene på 14,45 km², hører under Natura 2000, som område 57 og er desuden fredede i henhold til EU's habitatdirektiver som habitatområde H181.

## Skovene
Der er ikke nogen egentlig afgrænsning, men de primære skove er de store statsskove Nordskov, Vesterskov, Østerskov og Sønderskov. Normalt medregnes dog også Kobskov, Lysbro Skov, Linå Vesterskov, Ry Nørreskov, Gjessø Skov og Rustrup skov. 
Området er, med små vådområde-afbrydelser (indeholdende mindre skovbevoksning), sammenhængende med de store skovområder sydvest for Ry og Them: Ry Sønderskov, Gludsted Plantage, St. Hjøllund Plantage, Skærbæk, Velling Skov, Løndal Skov og Addit Skov.